# Leuna-Chemie-Stadion
Het Leuna-Chemie-Stadion is een voetbalstadion in de Duitse stad Halle an der Saale. In het stadion speelt de Hallescher FC haar thuiswedstrijden. Het beschikt over 6.215 ziplaatsen en 8.843 staanplaatsen, alle overdekt. 
Het Erdgas Sportpark werd in 2011 gebouwd op het terrein van het oude Kurt-Wabbelstadion, waarbij monumentale delen van het oude stadion behouden bleven. Tot 2021 heette het stadion Erdgas Sportpark.